# Telecentro (Venezuela)
Telecentro (también conocida como Televisora Regional de Centro-Occidente) es un canal de televisión abierta venezolano de ámbito regional. Tiene su base en la ciudad de Barquisimeto al occidente de Venezuela en el Estado Lara, desde donde transmite por el canal 11 VHF.
Fue el primer canal regional fundado en Lara en 1990, su señal llega además a los estados Cojedes, Portuguesa (para 2021 sin señal en ese estado), Yaracuy y Falcón. Su programación se caracteriza por resaltar los valores culturales y artísticos del país. También trasmite programas de entretenimiento y de información.

## Historia
En vista que el gobierno nacional autorizó los canales regionales, se realizó la solicitud correspondiente para que la Región Centro Occidental tuviese un canal Televisivo. La solicitud se realiza el 10 de octubre de 1988. Se reserva la frecuencia el 28 de diciembre de 1988.
Se autoriza iniciar las instalaciones 13 de enero de 1989. En el primer proyecto realizado se planteó colocar el transmisor en el "Cerro el Manzano" posteriormente se cambia el proyecto al "Cerro Terepaima" por tener mayor cobertura hacia otros Estados (visión Futura) lo cual realizó el Ing. Freddy Ferrer.
Se realiza un solicitud de ampliar la cobertura a otros estados el 5 de noviembre de 1989.
El día 28 de mayo de 1990, son instalados en el Parque nacional Terepaima, en el Estado Lara los equipos de transmisión de la frecuencia 11 VHF, con la colaboración de expertos franceses y personal de la planta televisiva Venevisión, como señal de prueba autorizada por el entonces Ministerio de Transporte y Comunicaciones.
Se autoriza iniciar en periodo de prueba el 25 de junio de 1990, para empezar las transmisiones el 11 de julio de 1990. Mientras tanto la autorización para ser un sistema privado de radiocomunicaciones fue el 10 de mayo de 1991.
Telecentro sale oficialmente al aire el día 12 de julio de ese mismo año, desde un galpón ubicado en la Avenida Pedro León Torres esquina calle 47 de la ciudad de Barquisimeto, este galpón se modificó internamente, para que fuera una verdadera TV, estaba compuesto de Oficinas de Presidencia, Administración, Prensa, Cuarto de control y dos estudios, el mayor de 120 m² y un segundo pequeño de 10 m² desde donde se narraban las noticias, respondiendo así a la necesidad de un canal de televisión para la Región Centro Occidental de Venezuela. Desde entonces poco a poco ha ido calando dentro del corazón de la población del Centro Occidente del país.
Los primeros fundadores del canal fueron Ignacio Navarro y Humberto Giménez, posteriormente se unen como socios Gastón Colon, Manuel Core.
En el año 2002 deciden mudar sus estudios al Centro Comercial Los Cardones, ubicado en la urbanización La Rosaleda de Barquisimeto.
En el año   1992  se incorporaron al Staff de locutores y narradores de noticias  ,los hoy  conocidos  Marisabel  Rodriguez de Chavés  y Felipe Del Val.
El canal cuenta actualmente con diez horas aproximadas de transmisión en vivo de programación propia de opinión, noticias, variedades y entretenimiento.
A lo largo de su trayectoria contó con tres imagotipos diferentes. El primer cambio se dio en 1996 y el segundo en 2022.
Desde el año 2018 ya no transmite por señal abierta, sólo transmite a través del canal 7 a través de la operadora Inter y a través de su canal de YouTube Telecentro Oficial.
En 2022 es nuevamente mudado, esta vez al C.C. Capital Plaza en el centro de Barquisimeto

## Programas

### Programación Antigua
- Noticentro (primero El Periódico del Aire, luego Tele Noticentro)
- El Guarazo en la calle (antiguamente En la calle)
- Hoy en la mañana
- Central deportiva
- Clásicos del cine mexicano (primero Cine Nostalgia, luego Cine en su Hogar)
- Diversión sin límite
- La Tarde Kids
- La lengua
- Enlace social
- Telecentro del ayer
- UFT TV
- 7º Día
- TV en Línea
- Silueta y Estilo TV
- Liga Venezolana de Béisbol Profesional (1990 hasta 1998)
- Gane Con Gregorio Valles
- La Ciudad Me Lo Conto
- Sube Guaro Sube
- TeleChicos
- TvShow
- Entre Estrellas
- Alegrate
- ¿Con Que Derecho?

## Eslóganes
- 1990 - Nuestro canal
- 1997 - Siempre primeros
- 1999 - Mandando
- 2001 - Siempre contigo
- 2006 - Contigo
- 2007 - Mucho que ver
- 2008 - Creando Talento
- 2009 - Con lo que usted quiere ver
- 2010 - Se ve cada día mejor
- 2017 - Contigo
- 2020 - Más cerca de ti
- 2022 - Seguimos contigo

## Locutores
- Jesús Alberto Atencio
- Gregorio Valles
- Felipe Del Val
- Sergio Aponte G.
- Gerardo Rodriguez B